# Süßer Vogel Jugend (Drama)
Süßer Vogel der Jugend (engl. Sweet Bird of Youth) ist ein Schauspiel des US-amerikanischen Dramatikers Tennessee Williams (1911–1983), das am 10. März 1959 am Martin Beck Theatre in New York City unter der Regie von Elia Kazan und mit Paul Newman und Geraldine Page in den Hauptrollen uraufgeführt wurde.

## Handlung
Das Stück erzählt die Geschichte von Chance Wayne, der nach langen Jahren in seine Heimatstadt St. Cloud (Florida) an der amerikanischen Golfküste zurückkehrt. Es beginnt mit einer Szene in einem Hotelzimmer in St. Cloud. Im Hotelbett liegt die schlafende Prinzessin Kosmonopolis alias Alexandra Del Lago. Chance ist nach erfolgloser Odyssee, an deren Ende er die gealterte Prinzessin kennengelernt hatte, an die Stätte seiner Jugend zurückgekehrt. Alexandra Del Lago hatte in Aussicht gestellt, ihm beruflich weiterzuhelfen. Im Laufe der Handlung wird deutlich, dass der wahre Beweggrund seiner Rückkehr in der Hoffnung begründet liegt, sich mit Heavenly Finley zu versöhnen, seiner Jugendfreundin, die er einst verführt und mit einer Geschlechtskrankheit angesteckt hatte. Aber die Versöhnung scheitert und Chance wird durch die Gefolgsmänner von Boss Finley kastriert – als Vergeltung für die Schändung der Tochter.

## Bühnenproduktionen / Broadway
Die Originalfassung wurde am 10. März 1959 von Cheryl Crawford produziert und im Martin Beck Theatre uraufgeführt. Die Regie hatte Elia Kazan, Darsteller waren Paul Newman, Geraldine Page, Sidney Blackmer, Madeleine Sherwood, Diana Hyland, Logan Ramsey, John Napier und Rip Torn. Bruce Dern spielte eine Nebenrolle. Die Produktion wurde für 4 Tony Awards nominiert, inklusive Beste Darstellerin Geraldine Page. Das Stück erlebte 375 Aufführungen.
Ein Revival eröffnete am 29. Dezember 1975 im Harkness Theater, in einer Produktion geleitet von Edwin Sherin, mit Christopher Walken als Chance Wayne und Irene Worth als Prinzessin Kosmonopolis. Irene Worth gewann 1976 den Tony Award für die Beste Hauptdarstellerin.
Erstaufführung in Deutschland
Die deutsche Erstaufführung fand bereits am 6. Oktober 1959 am Berliner Schiller-Theater unter der Regie von Hans Lietzau statt. In der Rolle der Alexandra Del Lago war Marianne Hoppe zu sehen, Chance Wayne wurde von Klaus Kammer verkörpert. Das Stück wurde von der Kritik als widerwärtig und obszön abgelehnt, Hoppes Darstellung aber durchaus gewürdigt.
Aufführungen in Großbritannien
Es dauerte 26 Jahre, bis das Bühnenstück Londons Westend erreichte. Diese Produktion erlebte ihre Uraufführung am 8. Juli 1985 unter der Regie von Harold Pinter, präsentiert durch den Impresario Douglas Urbanski. Darsteller waren Lauren Bacall, Michael Beck und James Grout. Die Aufführungen in England erfolgten im Theatre Royal Bath und im Theatre Royal Plymouth. Die Produktion erlebte anschließend eine Wiederaufnahme in Los Angeles unter der Leitung von Michael Blakemore.

## Film- und Fernsehfassung
- Das Stück wurde 1962 mit Paul Newman, Geraldine Page, Shirley Knight, Madeleine Sherwood, Ed Begley, Rip Torn und Mildred Dunnock in den Hauptrollen verfilmt. Regisseur war Richard Brooks.
  - Dieser Film gewann den Academy Award in der Kategorie bester Nebendarsteller (Ed Begley), und wurde nominiert in den Kategorien beste Hauptdarstellerin (Geraldine Page) und beste Nebendarstellerin (Shirley Knight).[4]

- Sweet Bird of Youth erschien 1989 außerdem als Fernsehfilm, mit Elizabeth Taylor, Mark Harmon, Valerie Perrine, Ronnie Claire Edwards und Rip Torn. Regie führte Nicolas Roeg.